# Pedro Ximénez

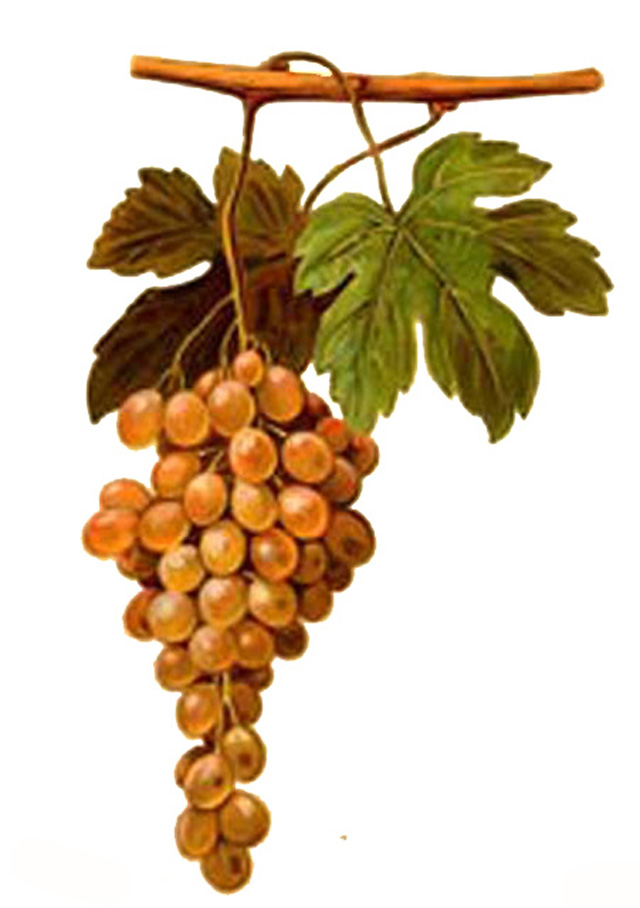
Pedro Ximénez im Buch von Viala & Vermorel

Pedro Ximénez [ˈpedɾo xiˈmeneθ] ist eine spanische Weißweinsorte, deren Trauben sehr hohe Zuckerwerte (→ Mostgewicht) erreichen; mit ihr wird der Cream Sherry geschmacklich abgerundet. Sie wird vor allem in Andalusien angebaut und ist neben Palomino die zweitwichtigste Rebsorte für Sherry. Sie ist auch Bestandteil des Málaga-Weins. Pedro Ximénez ist eine Varietät der Edlen Weinrebe (Vitis vinifera). Sie besitzt zwittrige Blüten und ist somit selbstfruchtend. Beim Weinbau wird der ökonomische Nachteil vermieden, keinen Ertrag liefernde, männliche Pflanzen anbauen zu müssen.
Angeblich leitet sich der Name der Pedro Ximénez von einem spanischen Soldaten des 17. Jahrhunderts ab, der sie aus den Niederlanden nach Spanien gebracht haben soll. Eine andere Lesart lautet, dass gemäß R. Köster ein Peter Siemens aus dem Rheintal und Soldat von Karl V. die Rebsorte im 16. Jahrhundert nach Spanien brachte und dass die heutige Schreibweise eine Verballhornung des deutschen Namens sei. Frühere Legenden allerdings, dass die Pedro Ximénez-Traube selbst von Rebsorten aus dem Norden abstamme (z. B. Elbling oder Riesling), konnten durch DNA-Analysen widerlegt werden. Unabhängig von der Herkunft des Namens bewies eine DNA-Analyse aus dem Jahre 2007, dass die Pedro Ximénez-Traube ein Nachkomme der arabischen Rebsorte Gibi ist.

## Pedro Ximénez Sherry
In Jerez wird aus den Pedro Ximénez Trauben meistens ein recht üppiger, süßer Sherry mit etwa 17 % Alkohol und einem stark rosinenartigen Aroma hergestellt. De facto stammt mittlerweile jedoch die Mehrzahl der Trauben aus Montilla-Moriles außerhalb des Sherry-Dreiecks, wo die Rebe auf weniger kalkhaltigen Böden besser gedeiht. Pedro Ximénez, oder P.X., dient außerdem zum Aufsüßen von ursprünglich trockenen Amontillados und Olorosos zu Mediums oder Creams. Die optimale Trinktemperatur liegt bei 10–14 °C.

## Synonyme
Pedro Ximénez ist auch unter den Namen Ximénez, Jimenez, Ximénès, Pedro, Pedro Giménez, Pedro Jimenez, Pedro Khimenes, Pedro Ximénès, Pedro Ximenes De Jerez, Pedro Ximenez De Montilla, Pero Ximen, Pasa Rosada De Malaga, Uva Pero Ximenez, Uva Pero Ximen, Pero Ximenez, Alamis De Totana, Alamis, Myuskadel, Ximenecia sowie unter der Abkürzung PX bekannt.